# Bruce Cork
Bruce Cork (n. 1916 - d. 7 octombrie 1994) a fost un fizician american, cunoscut pentru faptul că în 1956, lucrând la Laboratorul Național Lawrence Berkeley, a descoperit antineutronul.
În perioada 1968 - 1974 a fost profesor la Universitatea din Michigan.